# 최기룡
최기룡(? ~ )은 조선민주주의인민공화국의 정치인으로 조선로동당 중앙위원회 후보위원이다.

## 경력
1985년 고등교육부 부부장을 거쳐 1986년 1월 김책공대 전자공학부 학부장을 역임했다. 1987년 9월 고등교육부 제1부부장, 1988년 5월 조선과학기술총면맹 부위원장, 1989년 6월 정무원 교육위원장 겸 고등교육부 부장을 각각 지냈고, 1990년 1월 당 중앙위 후보위원에 선출되었다. 1990년 7월 국가학위학직수여위원회 부위원장을 맡았으며, 1992년 2월 조선과학기술총연맹 서기장에 올랐다. 1995년 12월 북한-쿠바 단결위원장을 맡은 바 있으며, 1998년 9월부터 1999년 5월 28일까지 교육상으로 재임했다. 1999년 11월 희천공업대학 학장을 거쳐 2001년부터 자강도 인민위원장을 지냈다.
2010년 9월 조선로동당 중앙위원회 후보위원에 선출되었다.

## 최고인민회의 대의원
1990년 4월 최고인민회의 제9기 대의원을 지낸 이후, 제10기(1998년)와 제11기(2003년)을 거쳐 제12기 대의원으로 있다.

## 기타
2011년 12월 김정일 사망 당시에 국가 장의위원회 위원을 맡았다.